# Frances Glessner Lee
Frances Glessner Lee (25 de març de 1878 - 27 de gener de 1962) va ser una científica forense nord-americana. Va ser influent en el desenvolupament de la ciència forense als Estats Units. Amb aquesta finalitat, va crear els Estudis Nutshell of Unexplained Death, 20 diorames de l'escena del crim reals recreats amb detall a escala de casa de nines, utilitzats per a la formació d'investigadors d'homicidi. Divuit dels estudis Nutshell of Unexplained Death encara estan en ús amb finalitats docents per l'Oficina de Maryland del Chief Medical Examiner, i els diorames també es consideren obres d'art. Glessner Lee també va ajudar a establir el Departament de Medicina Legal de la Universitat Harvard, i hi va dotar la Biblioteca de Medicina Legal de Magrath. Es va convertir en la primera dona capitana de policia als Estats Units i és coneguda com la «mare de la ciència forense».

## Primers anys de vida
Glessner Lee va néixer a Chicago el 25 de març de 1878. El seu pare, John Jacob Glessner, era un industrial que es va fer ric a partir de International Harvester. Ella i el seu germà van ser educats a casa; el seu germà va anar a Harvard.
De petita, la Frances va emmalaltir d'amigdalitis i la seva mare la va portar al metge. Quan el primer metge li va prescriure un tractament perillós per a la seva malaltia, els Glessner van demanar una segona opinió i Frances es va sotmetre a una cirurgia amb èxit en un moment en què la cirurgia era molt perillosa.
Frances es va interessar a aprendre més sobre la medicina a causa d'aquesta experiència. Quan estiuejava a les White Mountains, els metges locals li van permetre assistir a les visites domiciliàries amb ells. Allà Glessner va aprendre les habilitats d'infermeria.
Va heretar la fortuna de Harvester i finalment va tenir els diners per interessar-se en com els detectius podien examinar les pistes.

## Carrera
Glessner Lee es va animar per dur a terme una investigació forense per un dels companys de classe del seu germà, George Burgess Magrath, amb qui era molt amiga. Estava estudiant medicina a la Harvard Medical School i estava especialment interessat en la investigació de la mort. Magrath es convertiria en professor de patologia a la Harvard Medical School i en cap de metge forense a Boston i junts van pressionar perquè els forenses fossin substituïts per professionals mèdics.
El 1931, Glessner Lee va dotar el Departament de Medicina Legal de Harvard, el primer departament d'aquest tipus al país, i els seus dons posteriorment establirien la Biblioteca George Burgess Magrath, una càtedra de medicina legal, i els seminaris de Harvard en investigació d'homicidis.
També va dotar els Harvard Associates in Police Science, una organització nacional per al foment de la ciència forense que té una divisió dedicada a ella, anomenada Frances Glessner Lee Homicide School.

### Estudis sobre la mort inexplicada

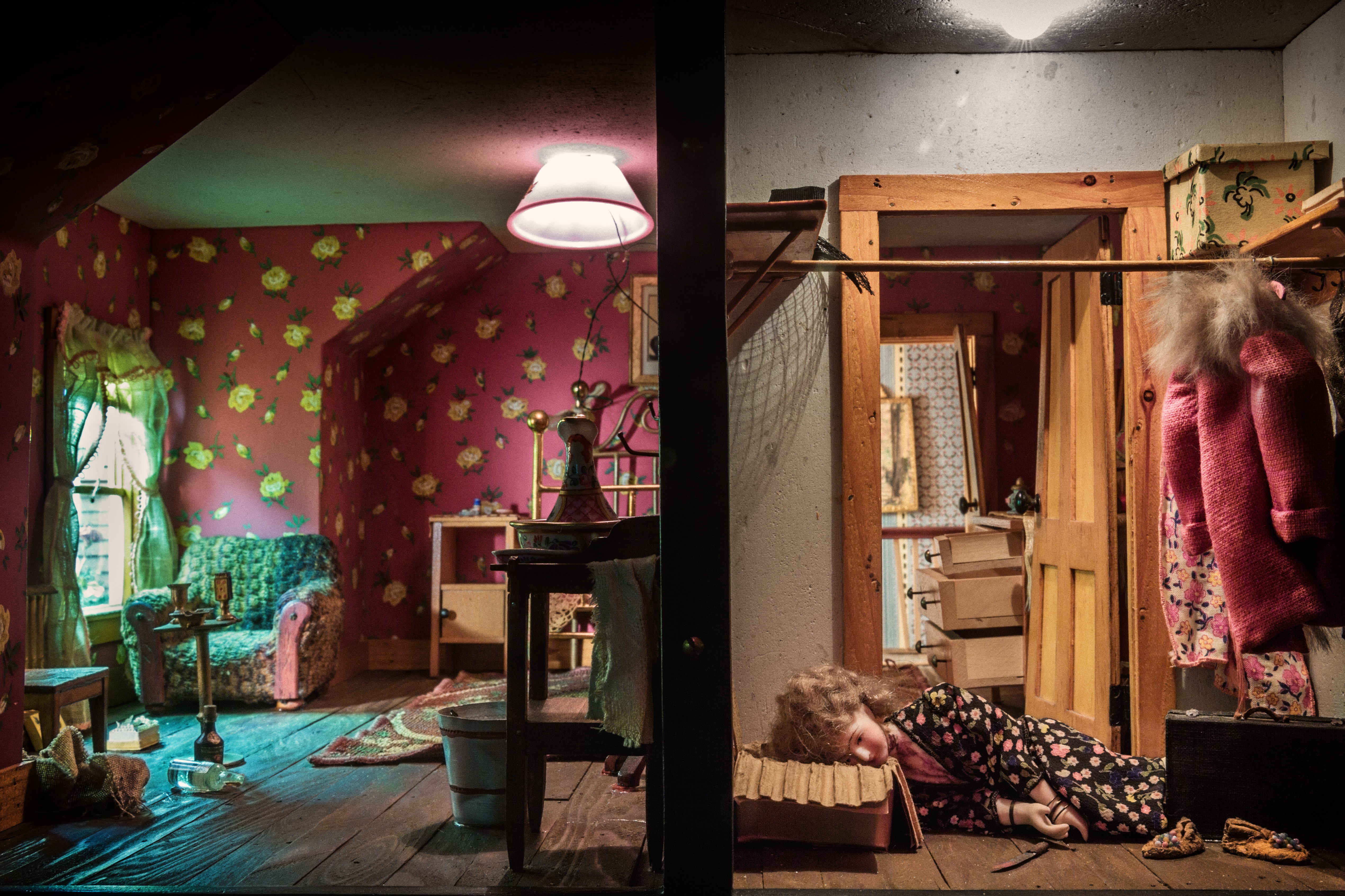
El diorama del dormitori vermell

El 1945 Glessner Lee va donar els seus diorames a Harvard per utilitzar-los en els seus seminaris. Va organitzar una sèrie de seminaris semestrals, on va presentar a 30 i 40 homes els «Estudis de la closca de nou sobre la mort inexplicable», diorames complexos d'escenes de crim reals, amb portes, finestres i llums en funcionament. Els 20 models es van basar en compostos de casos reals i es van dissenyar per provar les capacitats dels estudiants per recollir totes les proves rellevants. Els models representaven múltiples causes de mort i es basaven en autòpsies i escenes del crim que va visitar Glessner Lee.
Glessner Lee va prestar molta atenció als detalls en la creació dels models. Les habitacions estaven plenes de paranys per a ratolins i cadires de balancí, menjar a les cuines i molt més, i els cadàvers representaven amb precisió la decoloració o la inflor que hi hauria a l'escena del crim. Cada model va costar entre 3.000 i 4.500 dòlars. Els espectadors tenien 90 minuts per a estudiar l'escena. Divuit dels diorames originals encara s'utilitzaven amb finalitats d'entrenament per Harvard Associates in Police Science el 1999.
Pel seu treball, Glessner Lee va ser nomenada capitana d'honor a la policia estatal de New Hampshire el 27 d'octubre de 1943, la qual cosa la va convertir en la primera dona a unir-se a l'⁣Associació Internacional de Caps de Policia.
Els diorames de les escenes del crim que Glessner va representar eren els següents; habitatge de tres habitacions, cabanya de troncs, dormitori blau, bany fosc, cabina cremada, dormitori sense paper, bany rosa, golfes, barraca de llenyataire, graner, saló i presó, dormitori amb ratlles, sala d'estar, porxo de dos pisos, cuina, garatge, saló parroquial, i dormitori. Els models ara es poden trobar a l'oficina de Maryland del metge forense en cap a la Harvard Medical School. En una ocasió van formar part d'una exposició a la Galeria Renwick de l'⁣Smithsonian American Art Museum.

## Vida personal
Glessner es va casar amb l'advocat Blewett Harrison Lee, que era de la línia familiar del general Robert E Lee, amb qui va tenir tres fills. El matrimoni va acabar en divorci el 1914.
El perfeccionisme i els diorames de Glessner Lee reflecteixen els seus antecedents familiars. El seu pare era un àvid col·leccionista de mobles nobles amb els quals moblava la casa familiar. Va escriure un llibre sobre el tema, i la casa familiar, dissenyada per Henry Hobson Richardson, és ara el museu de la casa de John J. Glessner.
La primera miniatura de Glessner va ser de l'⁣Orquestra Simfònica de Chicago. Ho va fer per l'aniversari de la seva mare i va ser el seu projecte més gran en aquell moment. A Glessner Lee li agradaven les històries de Sherlock Holmes, els girs argumentals del qual sovint eren el resultat de detalls passats per alt. Molts dels seus diorames presentaven víctimes femenines en entorns domèstics i il·lustraven el costat fosc dels «rols femenins que havia desafiat en la seva vida matrimonial».

## En la cultura popular
- El primer llibre sobre Frances Glessner Lee i els seus diorames, The Nutshell Studies of Unexplained Death de Corinne May Botz, va ser publicat per Monacelli Press el 2004.
- La biografia de Frances Glessner Lee, 18 Tiny Deaths: The Untold Story of Frances Glessner Lee and the Invention of Modern Forensics, de Bruce Goldfarb, va ser publicada per Sourcebooks el 4 de febrer de 2020.[1]
- Els estudis Nutshell of Unexplained Death van proporcionar la inspiració per a l'assassí en miniatura al programa de televisió CSI: Crime Scene Investigation.[17]
- Glessner Lee és homenatjada al llibre Encyclopedia Horrifica de Joshua Gee.[18]
- Frances Glessner Lee i Erle Stanley Gardner eren amics, i ell li va dedicar diverses de les seves novel·les policials, inclosa El cas del dubtós nuvi.[2][19]
- El personatge d'Agnes Lesser a l'episodi de Father Brown «The Smallest of Things» està basat en Glessner Lee.[20]
- La Galeria Renwick de l'⁣Smithsonian American Art Museum va exposar 18 dels estudis Nutshell of Unexplained Death del 20 d'octubre de 2017 al 28 de gener de 2018. Entre els patrocinadors hi havia l'⁣Acadèmia Americana de Ciències Forenses.[4]
- El 18 de novembre de 2017, la pel·lícula Murder in a Nutshell: The Frances Glessner Lee Story, dirigida per Susan Marks, es va estrenar a la Renwick Gallery, seguida d'una discussió moderada amb el cineasta.[21]
- Frances Glessner Lee i el seu treball pioner amb diorames de l'escena del crim se cita amb cert detall i té un paper crucial a l'episodi 17 de la 17a temporada de NCIS, «In a Nutshell».[22]